# William Joyce
Cet article concerne l'homme politique américain. Pour l'écrivain de livres pour enfants, voir William Joyce (écrivain).
William Joyce, surnommé Lord Haw-Haw, est un homme politique et journaliste américain d'origine britannique, né le 24 avril 1906 à Brooklyn et mort le 3 janvier 1946 à Londres. Militant fasciste, il devient pendant la Seconde Guerre mondiale un propagandiste de l'Allemagne nazie, chargé des émissions de radio en langue anglaise. Capturé à la fin de la guerre, il est exécuté pour haute trahison.

## Biographie
Membre de l’Union britannique des fascistes (British union of fascists – BUF) durant l'entre-deux-guerres, il s'expatrie en Allemagne au début de la Seconde Guerre mondiale, il commence à enregistrer des émissions radiophoniques pronazies, qui débutent invariablement par « Germany calling, Germany calling ». Le sobriquet Lord Haw-Haw, attribué à l'origine à d'autres speakers de la radio allemande, en arrive à désigner exclusivement William Joyce, alors que celui-ci est rapidement devenu le principal propagandiste nazi anglophone.
Il est accusé de haute trahison au détriment d'un pays dont il n'est pas ressortissant bien qu'y ayant passé presque toute sa vie. Né d'un père nord-irlandais sur le sol des États-Unis, William Joyce possède en effet la citoyenneté américaine. Il a par ailleurs été naturalisé allemand pendant la guerre.
Du fait de ses origines, il a cependant pu obtenir pendant les années 1930 un passeport britannique, qu'il a utilisé pour assister au congrès de Nuremberg. Ce détail ainsi que des pièces à conviction fournies par la soprano Margery Booth permettent de le condamner pour trahison. Il est arrêté le 28 mai 1945 dans un bois entre Hambourg et la frontière danoise, trahi par son accent aristocratique alors qu'il parle avec deux officiers britanniques venus ramasser du bois. Il est pendu le 3 janvier 1946 par le bourreau Albert Pierrepoint à la prison de Wandsworth à Londres.